# British Open (snooker)
Il British Open è un torneo professionistico di snooker, valido per il Ranking, che si è disputato dal 1985 al 1993 a Derby, dal 1994 al 2000 a Plymouth, nel 2001 a Newcastle upon Tyne, nel 2002 a Telford, tra il 2003 e il 2004 a Brighton e nel 2021 a Leicester, in Inghilterra.

## Albo d'oro
| Edizione      | Vincitore         | Finalista         | Risultato     | Stagione              | Città               | Impianto                    | Tipologia | Note   |
| ------------- | ----------------- | ----------------- | ------------- | --------------------- | ------------------- | --------------------------- | --------- | ------ |
| 1985          | Silvino Francisco | Kirk Stevens      | 12 - 9        | 1984-1985             | Derby               | Assembly Rooms              | Ranking   | [ 1 ]  |
| 1986          | Steve Davis       | Willie Thorne     | 12 - 7        | 1985-1986             | Derby               | Assembly Rooms              | Ranking   | [ 2 ]  |
| 1987          | Jimmy White       | Neal Foulds       | 13 - 9        | 1986-1987             | Derby               | Assembly Rooms              | Ranking   | [ 3 ]  |
| 1988          | Stephen Hendry    | Mike Hallett      | 13 - 2        | 1987-1988             | Derby               | Assembly Rooms              | Ranking   | [ 4 ]  |
| 1989          | Tony Meo          | Dean Reynolds     | 13 - 6        | 1988-1989             | Derby               | Assembly Rooms              | Ranking   | [ 5 ]  |
| 1990          | Bob Chaperon      | Alex Higgins      | 10 - 8        | 1989-1990             | Derby               | Assembly Rooms              | Ranking   | [ 6 ]  |
| 1991          | Stephen Hendry    | Gary Wilkinson    | 10 - 9        | 1990-1991             | Derby               | Assembly Rooms              | Ranking   | [ 7 ]  |
| 1992          | Jimmy White       | James Wattana     | 10 - 7        | 1991-1992             | Derby               | Assembly Rooms              | Ranking   | [ 8 ]  |
| 1993          | Steve Davis       | James Wattana     | 10 - 2        | 1992-1993             | Derby               | Assembly Rooms              | Ranking   | [ 9 ]  |
| 1994          | Ronnie O'Sullivan | James Wattana     | 9 - 4         | 1993-1994             | Plymouth            | Plymouth Pavilions          | Ranking   | [ 10 ] |
| 1995          | John Higgins      | Ronnie O'Sullivan | 9 - 6         | 1994-1995             | Plymouth            | Plymouth Pavilions          | Ranking   | [ 11 ] |
| 1996          | Nigel Bond        | John Higgins      | 9 - 8         | 1995-1996             | Plymouth            | Plymouth Pavilions          | Ranking   | [ 12 ] |
| 1997          | Mark Williams     | Stephen Hendry    | 9 - 2         | 1996-1997             | Plymouth            | Plymouth Pavilions          | Ranking   | [ 13 ] |
| 1998          | John Higgins      | Stephen Hendry    | 9 - 8         | 1997-1998             | Plymouth            | Plymouth Pavilions          | Ranking   | [ 14 ] |
| 1999 (1)      | Fergal O'Brien    | Anthony Hamilton  | 9 - 7         | 1998-1999             | Plymouth            | Plymouth Pavilions          | Ranking   | [ 15 ] |
| 1999 (2)      | Stephen Hendry    | Peter Ebdon       | 9 - 5         | 1999-2000             | Plymouth            | Plymouth Pavilions          | Ranking   | [ 16 ] |
| 2000          | Peter Ebdon       | Jimmy White       | 9 - 6         | 2000-2001             | Plymouth            | Plymouth Pavilions          | Ranking   | [ 17 ] |
| 2001          | John Higgins      | Graeme Dott       | 9 - 6         | 2001-2002             | Newcastle upon Tyne | Telewest Arena              | Ranking   | [ 18 ] |
| 2002          | Paul Hunter       | Ian McCulloch     | 9 - 4         | 2002-2003             | Telford             | Telford International Arena | Ranking   | [ 19 ] |
| 2003          | Stephen Hendry    | Ronnie O'Sullivan | 9 - 6         | 2003-2004             | Brighton            | Brighton Centre             | Ranking   | [ 20 ] |
| 2004          | John Higgins      | Stephen Maguire   | 9 - 6         | 2004-2005             | Brighton            | Brighton Centre             | Ranking   | [ 21 ] |
| Non disputato | Non disputato     | Non disputato     | Non disputato | 2005-2006 - 2020-2021 |                     |                             |           |        |
| 2021          | Mark Williams     | Gary Wilson       | 6 - 4         | 2021-2022             | Leicester           | Morningside Arena           | Ranking   | [ 22 ] |
| 2022          | Ryan Day          | Mark Allen        | 10-7          | 2022-2023             | Milton Keynes       | Marshall Arena              | Ranking   |        |
| 2023          | Mark Williams     | Mark Selby        | 10-7          | 2023-2024             | Cheltenham          | Centaur Centre              | Ranking   |        |

## Statistiche

### Finalisti
| N° | Giocatore         | Vittorie | Finali perse | Totale |
| -- | ----------------- | -------- | ------------ | ------ |
| 1  | Stephen Hendry    | 4        | 2            | 6      |
| 2  | John Higgins      | 4        | 1            | 5      |
| 3  | Mark Williams     | 3        | 0            | 3      |
| 4  | Jimmy White       | 2        | 1            | 3      |
| 5  | Ronnie O'Sullivan | 1        | 2            | 3      |
| 6  | James Wattana     | 0        | 3            | 3      |
| 7  | Steve Davis       | 2        | 0            | 2      |
| 8  | Peter Ebdon       | 1        | 1            | 2      |
| 9  | Silvino Francisco | 1        | 0            | 1      |
|    | Tony Meo          | 1        | 0            | 1      |
|    | Bob Chaperon      | 1        | 0            | 1      |
|    | Nigel Bond        | 1        | 0            | 1      |
|    | Fergal O'Brien    | 1        | 0            | 1      |
|    | Paul Hunter       | 1        | 0            | 1      |
|    | Ryan Day          | 1        | 0            | 1      |
| 16 | Kirk Stevens      | 0        | 1            | 1      |
|    | Willie Thorne     | 0        | 1            | 1      |
|    | Neal Foulds       | 0        | 1            | 1      |
|    | Mike Hallett      | 0        | 1            | 1      |
|    | Dean Reynolds     | 0        | 1            | 1      |
|    | Alex Higgins      | 0        | 1            | 1      |
|    | Gary Wilkinson    | 0        | 1            | 1      |
|    | Anthony Hamilton  | 0        | 1            | 1      |
|    | Graeme Dott       | 0        | 1            | 1      |
|    | Ian McCulloch     | 0        | 1            | 1      |
|    | Stephen Maguire   | 0        | 1            | 1      |
|    | Gary Wilson       | 0        | 1            | 1      |
|    | Mark Allen        | 0        | 1            | 1      |
|    | Mark Selby        | 0        | 1            | 1      |

### Finalisti per nazione
| N° | Giocatore        | Vittorie | Finali perse | Totale |
| -- | ---------------- | -------- | ------------ | ------ |
| 1  | Inghilterra      | 9        | 13           | 22     |
| 2  | Scozia           | 8        | 5            | 13     |
| 3  | Galles           | 4        | 0            | 4      |
| 4  | Thailandia       | 0        | 3            | 3      |
| 5  | Canada           | 1        | 1            | 2      |
| 6  | Irlanda del Nord | 0        | 2            | 2      |
| 7  | Sudafrica        | 1        | 0            | 1      |
|    | Irlanda          | 1        | 0            | 1      |

- Vincitore più giovane: Stephen Hendry (19 anni, 1988), Ronnie O'Sullivan (19 anni, 1994)
- Vincitore più anziano: Mark Williams (48 anni, 2023)

### Century break
| Edizione | Century break | Miglior break                   | Century break (qualificazioni) | Miglior break (qualificazioni)                |
| -------- | ------------- | ------------------------------- | ------------------------------ | --------------------------------------------- |
| 1985     | 6             | Alex Higgins (142)              | 7                              | Ray Edmonds (121)                             |
| 1986     | 13            | Dave Martin (145)               | 0                              |                                               |
| 1987     | 8             | Neal Foulds (140)               | 7                              | Steve James (130)                             |
| 1988     | 6             | Stephen Hendry (118)            | 4                              | Mario Morra (108)                             |
| 1989     | 4             | Mark Johnston-Allen (140)       | 14                             | Cliff Thorburn (137)                          |
| 1990     | 11            | Steve Davis (139)               | 7                              | Nick Terry James Wattana (111)                |
| 1991     | 14            | Gary Wilkinson (139, 2)         | 10                             | Jason Smith (137)                             |
| 1992     | 9             | James Wattana (147)             | 25                             | Drew Henry (142)                              |
| 1993     | 21            | Peter Ebdon James Wattana (140) | 23                             | Jeff Cundy (129)                              |
| 1994     | 21            | Chris Small (140)               | 23                             | Neil Mosley (140)                             |
| 1995     | 24            | Stephen Hendry (145)            | 14                             | David McDonnell (147)                         |
| 1996     | 23            | Andy Hicks John Parrott (139)   | 6                              | Graeme Dott (133)                             |
| 1997     | 21            | Stephen Hendry (138)            | 12                             | Robert Milkins (143)                          |
| 1998     | 30            | Anthony Hamilton (141)          | 0                              |                                               |
| 1999 (1) | 36            | Graeme Dott (147)               | 8                              | Jason Prince (147)                            |
| 1999 (2) | 52            | Stephen Hendry (147)            | 0                              |                                               |
| 2000     | 14            | Joe Perry (141)                 | 24                             | Adrian Gunnell (141)                          |
| 2001     | 19            | Ronnie O'Sullivan (143)         | 27                             | Sean Storey (145)                             |
| 2002     | 19            | John Higgins (140)              | 26                             | Martin Dziewialtowski (140)                   |
| 2003     | 33            | John Higgins (147)              | 39                             | Ian McCulloch (145)                           |
| 2004     | 27            | John Higgins (144, 2)           | 19                             | Dave Harold (137)                             |
| 2021     | 32            | John Higgins Ali Carter (147)   |                                |                                               |
| 2022     | 62            | Mark Selby (147)                | 25                             | Li Hang Steven Hallworth Ben Woollaston (130) |
| 2023     | 51            | Xiao Guodong (140)              | 11                             | Daniel Wells (136)                            |

### Maximum break
| N° | Giocatore       | Avversario            | Turno                         | Data              | Edizione | Note   |
| -- | --------------- | --------------------- | ----------------------------- | ----------------- | -------- | ------ |
| 1  | James Wattana   | Tony Drago            | Quarti di finale              | 25 febbraio 1992  | 1992     | [ 23 ] |
| 2  | David McDonnell | Nic Barrow            | Qualificazioni                | 7 settembre 1994  | 1995     | [ 23 ] |
| 3  | Jason Prince    | Ian Brumby            | Qualificazioni                | 13 gennaio 1999   | 1999 (1) | [ 23 ] |
| 4  | Graeme Dott     | David Roe             | Trentaduesimi di finale       | 6 aprile 1999     | 1999 (1) | [ 23 ] |
| 5  | Stephen Hendry  | Peter Ebdon           | Finale                        | 19 settembre 1999 | 1999 (2) | [ 23 ] |
| 6  | John Higgins    | Michael Judge         | Sedicesimi di finale          | 12 novembre 2003  | 2003     | [ 23 ] |
| 7  | John Higgins    | Alexander Ursenbacher | Sessantaquattresimi di finale | 16 agosto 2021    | 2021     | [ 24 ] |
| 8  | Ali Carter      | Elliot Slessor        | Ottavi di finale              | 20 agosto 2021    | 2021     | [ 25 ] |
| 9  | Mark Selby      | Jack Lisowski         | Ottavi di finale              | 29 settembre 2022 | 2022     |        |

### Montepremi
| Edizione | Montepremi |
| -------- | ---------- |
| 1985     | £250000    |
| 1986     | £275000    |
| 1987     | £345000    |
| 1988     | £345000    |
| 1989     | £345000    |
| 1990     | £365000    |
| 1991     | £400000    |
| 1992     | £442000    |
| 1993     | £250000    |
| 1994     | £200000    |
| 1995     | £330000    |
| 1996     | £321400    |
| 1997     | £328100    |
| 1998     | £350000    |
| 1999 (1) | £370000    |
| 1999 (2) | £400000    |
| 2000     | £440000    |
| 2001     | £670000    |
| 2002     | £450000    |
| 2003     | £470000    |
| 2004     | £200000    |
| 2021     | £470000    |
| 2022     | £478 000   |
| 2023     | £478 000   |

### Sponsor
| Edizione | Sponsor          |
| -------- | ---------------- |
| 1985     | Dulux            |
| 1986     | Dulux            |
| 1987     | Dulux            |
| 1988     | MIM Britannia    |
| 1989     | Anglian          |
| 1990     | Pearl Assurance  |
| 1991     | Pearl Assurance  |
| 1992     | Pearl Assurance  |
| 1993     | Wickes           |
| 1994     |                  |
| 1995     | Castella Classic |
| 1996     |                  |
| 1997     |                  |
| 1998     |                  |
| 1999 (1) |                  |
| 1999 (2) |                  |
| 2000     |                  |
| 2001     | Stan James       |
| 2002     |                  |
| 2003     |                  |
| 2004     |                  |
| 2021     | Matchroom.Live   |
| 2022     | Cazoo            |
| 2023     | Cazoo            |